# Andreas Prommegger
Andreas Prommegger (ur. 10 listopada 1980 w Schwarzach im Pongau) – austriacki snowboardzista trzykrotny triumfator Pucharu Świata. W 2000 roku wywalczył złote medale w obu konkurencjach równoległych podczas mistrzostw świata juniorów w Berchtesgaden. W 2006 roku wystąpił na igrzyskach olimpijskich w Turynie, zajmując dziewiąte miejsce w gigancie równoległym. Wynik ten powtórzył na rozgrywanych cztery lata później igrzyskach w Vancouver, a podczas igrzysk olimpijskich w Soczi w 2014 roku był ósmy w gigancie i trzynasty w slalomie. W 2017 roku zwyciężył w obu konkurencjach równoległych na mistrzostwach świata w Sierra Nevada. Był też między innymi drugi podczas mistrzostw świata w Rogli w 2021 roku. Najlepsze wyniki w Pucharze Świata osiągał w sezonach 2011/2012 i 2012/2013, kiedy to zdobywał Kryształową Kulę za triumf w klasyfikacji PAR. W sezonie 2012/2013 zdobył też Małą Kryształową Kulę za zwycięstwo w klasyfikacji giganta (PGS) a w 2019/2020 za zwycięstwo w klasyfikacji slalomu.

## Osiągnięcia

### Igrzyska olimpijskie
| Miejsce | Dzień     | Rok  | Miejscowość | Konkurencja       | Zwycięzca          |
| ------- | --------- | ---- | ----------- | ----------------- | ------------------ |
| 9.      | 22 lutego | 2006 | Turyn       | Gigant równoległy | Philipp Schoch     |
| 9.      | 27 lutego | 2010 | Vancouver   | Gigant równoległy | Jasey-Jay Anderson |
| 8.      | 19 lutego | 2014 | Soczi       | Gigant Równoległy | Vic Wild           |
| 13.     | 22 lutego | 2014 | Soczi       | Slalom równoległy | Vic Wild           |
| 12.     | 24 lutego | 2018 | Pjongczang  | Gigant równoległy | Nevin Galmarini    |

### Mistrzostwa świata
| Miejsce | Dzień       | Rok  | Miejscowość          | Konkurencja                 | Zwycięzca           |
| ------- | ----------- | ---- | -------------------- | --------------------------- | ------------------- |
| 43.     | 17 stycznia | 1999 | Berchtesgaden        | Snowboardcross              | Henrik Jansson      |
| 10.     | 24 stycznia | 2001 | Madonna di Campiglio | Gigant równoległy           | Nicolas Huet        |
| 23.     | 26 stycznia | 2001 | Madonna di Campiglio | Slalom równoległy           | Gilles Jaquet       |
| 22.     | 28 stycznia | 2001 | Madonna di Campiglio | Snowboardcross              | Guillaume Nantermod |
| 5.      | 13 stycznia | 2003 | Kreischberg          | Gigant równoległy           | Dejan Košir         |
| 9.      | 14 stycznia | 2003 | Kreischberg          | Slalom równoległy           | Siegfried Grabner   |
| 5.      | 16 stycznia | 2007 | Arosa                | Gigant równoległy           | Rok Flander         |
| 4.      | 17 stycznia | 2007 | Arosa                | Slalom równoległy           | Simon Schoch        |
| 6.      | 20 stycznia | 2009 | Gangwon              | Gigant równoległy           | Jasey-Jay Anderson  |
| 7.      | 21 stycznia | 2009 | Gangwon              | Slalom równoległy           | Benjamin Karl       |
| 20.     | 19 stycznia | 2011 | La Molina            | Gigant równoległy           | Benjamin Karl       |
| 4.      | 21 stycznia | 2011 | La Molina            | Slalom równoległy           | Benjamin Karl       |
| 5.      | 25 stycznia | 2013 | Stoneham             | Gigant równoległy           | Benjamin Karl       |
| 4.      | 27 stycznia | 2013 | Stoneham             | Slalom równoległy           | Rok Marguč          |
| 12.     | 22 stycznia | 2015 | Kreischberg          | Slalom równoległy           | Roland Fischnaller  |
| 14.     | 23 stycznia | 2015 | Kreischberg          | Gigant równoległy           | Andriej Sobolew     |
| 1.      | 15 marca    | 2017 | Sierra Nevada        | Slalom równoległy           | -                   |
| 1.      | 16 marca    | 2017 | Sierra Nevada        | Gigant równoległy           | -                   |
| 16.     | 4 lutego    | 2019 | Park City            | Gigant równoległy           | Dmitrij Łoginow     |
| 6.      | 5 lutego    | 2019 | Park City            | Slalom równoległy           | Dmitrij Łoginow     |
| 16.     | 1 marca     | 2021 | Rogla                | Gigant równoległy           | Dmitrij Łoginow     |
| 2.      | 2 marca     | 2021 | Rogla                | Slalom równoległy           | Benjamin Karl       |
| 6.      | 19 lutego   | 2023 | Bakuriani            | Gigant równoległy           | Oskar Kwiatkowski   |
| 1.      | 21 lutego   | 2023 | Bakuriani            | Slalom równoległy           | –                   |
| 2.      | 22 lutego   | 2023 | Bakuriani            | Slalom równoległy drużynowo | Włochy 2            |

### Puchar Świata

#### Miejsca w klasyfikacji generalnej
- sezon 1996/1997: 127.
- sezon 1997/1998: 127.
- sezon 1998/1999: 127.
- sezon 1999/2000: 42.
- sezon 2000/2001: 34.
- sezon 2001/2002: -
- sezon 2002/2003: 24.
- sezon 2003/2004: 6.
- sezon 2004/2005: -
- sezon 2005/2006: 6.
- sezon 2006/2007: 13.
- sezon 2007/2008: 4.
- sezon 2008/2009: 5.
- sezon 2009/2010: 3.
  - PAR[2]
- sezon 2010/2011: 2.
- sezon 2011/2012: 1.
- sezon 2012/2013: 1.
- sezon 2013/2014: 7.
- sezon 2014/2015: 26.
- sezon 2015/2016: 4.
- sezon 2016/2017: 1.
- sezon 2017/2018: 7.
- sezon 2018/2019: 6.
- sezon 2019/2020: 6.
- sezon 2020/2021: 2.
- sezon 2021/2022:

#### Zwycięstwa w zawodach
1. La Molina – 19 stycznia 2008 (gigant równoległy)
2. Bayrischzell – 31 stycznia 2009 (gigant równoległy)
3. Sudelfeld – 6 lutego 2010 (gigant równoległy)
4. Arosa – 27 marca 2011 (gigant równoległy)
5. Jauerling – 13 stycznia 2012 (slalom równoległy)
6. Stoneham – 22 lutego 2012 (gigant równoległy)
7. La Molina – 10 marca 2012 (gigant równoległy)
8. Carezza – 21 grudnia 2012 (gigant równoległy)
9. Bad Gastein – 11 stycznia 2013 (slalom równoległy)
10. Soczi – 14 lutego 2013 (gigant równoległy)
11. La Molina – 16 marca 2013 (gigant równoległy)
12. Kayseri – 27 lutego 2016 (gigant równoległy)
13. Bokwang – 12 lutego 2017 (gigant równoległy)
14. Rogla – 20 stycznia 2018 (gigant równoległy)
15. Pjongczang – 17 lutego 2019 (gigant równoległy)
16. Bannoje – 7 grudnia 2019 (slalom równoległy)
17. Piancavallo – 25 stycznia 2020 (slalom równoległy)
18. Bannoje – 12 grudnia 2021 (slalom równoległy)

#### Pozostałe miejsca na podium w zawodach
1. Berchtesgaden – 8 lutego 2004 (gigant równoległy) – 3. miejsce
2. Winterberg – 6 lutego 2005 (slalom równoległy) – 3. miejsce
3. Le Relais – 17 grudnia 2005 (gigant równoległy) – 2. miejsce
4. Lake Placid – 9 marca 2006 (gigant równoległy) – 3. miejsce
5. Furano – 19 marca 2006 (gigant równoległy) – 2. miejsce
6. Sungwoo – 25 lutego 2007 (gigant równoległy) – 2. miejsce
7. La Molina – 20 stycznia 2008 (slalom równoległy) – 3. miejsce
8. Stoneham – 8 marca 2008 (gigant równoległy) – 2. miejsce
9. Stoneham – 22 lutego 2009 (gigant równoległy) – 3. miejsce
10. La Molina – 15 marca 2009 (gigant równoległy) – 3. miejsce
11. Kreischberg – 6 stycznia 2010 (gigant równoległy) – 2. miejsce
12. Nendaz – 17 stycznia 2010 (gigant równoległy) – 2. miejsce
13. Stoneham – 24 stycznia 2010 (gigant równoległy) – 2. miejsce
14. La Molina – 21 marca 2010 (gigant równoległy) – 3. miejsce
15. Stoneham – 20 lutego 2011 (gigant równoległy) – 2. miejsce
16. Valmalenco – 19 marca 2011 (gigant równoległy) – 2. miejsce
17. Landgraaf – 13 października 2011 (slalom równoległy) – 3. miejsce
18. Telluride – 15 grudnia 2011 (gigant równoległy) – 2. miejsce
19. Sudelfeld – 28 stycznia 2012 (gigant równoległy) – 3. miejsce
20. Moskwa – 3 marca 2012 (slalom równoległy) – 3. miejsce
21. Bad Gastein – 10 stycznia 2013 (slalom równoległy) – 2. miejsce
22. Bad Gastein – 10 stycznia 2017 (slalom równoległy) – 3. miejsce
23. Bansko – 28 stycznia 2018 (slalom równoległy) – 3. miejsce
24. Pjongczang – 16 lutego 2019 (gigant równoległy) – 3. miejsce
25. Carezza – 17 grudnia 2020 (gigant równoległy) – 2. miejsce
26. Bad Gastein – 12 stycznia 2021 (slalom równoległy) – 3. miejsce

- W sumie (18 zwycięstw, 12 drugich i 14 trzecich miejsc).